# جنزور (بركة السبع)
جنزور إحدى قرى مركز بركة السبع التابع لمحافظة المنوفية بجمهورية مصر العربية، ومن أعلامها الشيخ سليمان الجمزوري صاحب كتاب تحفة الأطفال.

## التاريخ
ذكرها علي مبارك في كتابه الخطط التوفيقية باسم "جمزور"، حيث ذكر أنها من قرى مديرية المنوفية بقسم تلا، وأن بها مسجدان أحدهما بمنارة وعدة أضرحة، ومعملان دجاج وسوق يقام كل إثنين، وخمس ماكينات ري و 55 ساقية لري الزراعة، وأكثر أهلها مسلمون، وجملة أراضيها 4,078 فدان.

## السكان
بلغ عدد سكان جنزور 23,303 نسمة، حسب الإحصاء الرسمي لعام 2006.